# クリス・ホワイト (ラインバッカー)
クリス・ホワイト（Chris White 、1989年1月15日 - ）は、アラバマ州モービル出身のアメリカンフットボール選手。現在は、NFLのニューイングランド・ペイトリオッツに所属している。ポジションはラインバッカー。

## 経歴
5歳か6歳の時にフラッグフットボールを始めた。両親は離婚し、彼は母親の手で育てられた。父親は8歳の時に亡くなった。ミシシッピ州ジャクソン郡にある高校の時の成績は芳しいものではなく、ミシシッピ・ガルフコースト・コミュニティカレッジへ進学、その後NCAAディビジョンI校のミシシッピ州立大学に進学した。南フロリダ大学、カンザス州立大学、南ミシシッピ大学も彼に興味を持ったが、奨学金のオファーがあったのは、ミシシッピ州立大学だけであった。
ミシシッピ州立大学では3年次の2009年、75タックル、0.5サック、4年次の2010年は、110タックル、6.0サックをあげた。4年次の第1週、敵地でのフロリダ大学戦では全米週間最優秀守備選手に選ばれる活躍を見せた。
2011年のNFLドラフト6巡でバッファロー・ビルズに指名されて入団した。ビルズでは、主にスペシャルチーム要員として起用され、1年目の2011年は8試合に出場し、8タックル、1ファンブルフォース、2012年は15試合に出場し、11タックルをあげた。
2013年8月25日、タデアス・ルイスとのトレードでデトロイト・ライオンズに移籍した。直後にライオンズからウェーバーされたが、9月1日、ニューイングランド・ペイトリオッツと契約を結んだ。

## 人物
ミシシッピ州で育った彼は、同州出身のブレット・ファーヴにあこがれた。